# 염화 인
염화 인은 다음 화합물을 말한다.
- 삼염화 인, PCl3
- 오염화 인, PCl5

| Disambiguation icon | 이 문서는 명칭이 같은 여러 화합물을 연결하는 색인 문서입니다. |